# Kastell Thenadassa

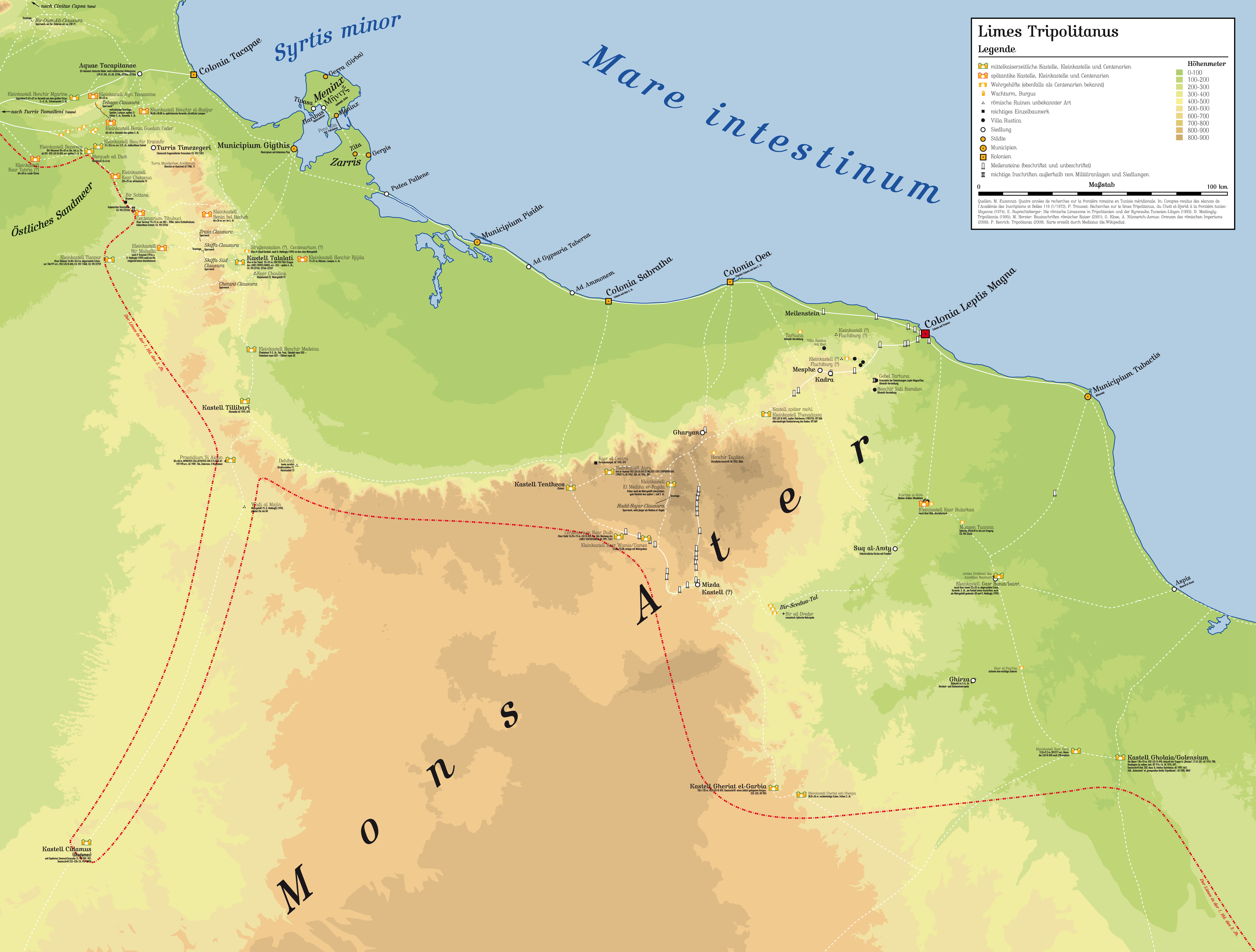
Thenadassa im Verbund des Limes Tripolitanus

Das Kastell Thenadassa ist ein ehemaliges römisches Militärlager, dessen Besatzung für Sicherungs- und Überwachungsaufgaben am rückwärtigen Limes Tripolitanus zuständig war, ein tiefgestaffeltes System aus Kastellen und Militärposten. Die Reste des Garnisonsorts befinden sich im Nordwesten von Libyen an der kleinen Oase Ain Wif, rund fünfzehn Kilometer südwestlich der Ortschaft Sidi as Sid (Tazzoli). Diese liegt im Dschabal Garian, einem der Abschnitt des Nafusa-Berglands im Hinterland von Tripolitanien im Munizip al-Dschabal al-Gharbi.

## Lage
Das Bergland von Nafusa ist ein Schichtstufen-Gebirge. Diese Region trennt die nach Norden zum Mittelmeer reichende Djeffara-Ebene mit ihren landwirtschaftlich nutzbaren Flächen von der Wüste Sahara und dem steinigen Plateau der Hammada al-Hamra. Die Fortifikation von Thenadassa liegt am Nordostrand der Gebirgsformation und schließt die bis zur gestaffelten Kastellkette entlang der sichelförmig nach Tunesien reichenden Erhebungen ab. Dort befindet sich an ihrem Nordwestrand der Djebel Tebaga und an dessen Fuß das Kleinkastell Benia Guedah Ceder mit dem Sperrwerk der Tebaga-Clausura. Durch römische Meilensteine ist eine direkte nordöstlich verlaufende Straßenverbindung durch die fruchtbare Ebene zur Küstenstadt Lepcis Magna gesichert. Dieser Trassenverlauf wird auch im Itinerarium Antonini, einem römischen Reichsstraßenverzeichnis aus dem 3. Jahrhundert n. Chr. angegeben. Der Beginn der Straße, auf die sich der Begriff Limes Tripolitanus bezog, befand sich im westlich gelegenen Tacape (Gabès) und zog über das Kleinkastell Bezereos dem Gebirgszug folgend auch über die östlichen Stationen Tentheos, Auru nach Thenadassa und mündete in Lepcis Magna. Eine weitere wichtige Straßenverbindung wird es in das nordwestlich gelegene Oea (Tripolis) gegeben haben. Thenadassa war zumindest zeitweise wohl die nördlichste und größte Garnison, die diesen rückwärtigen Bereich sichern konnte.
Die Überreste der römischen Besatzungszeit liegen südöstlich des Zusammenflusses zweier Wadis und befinden sich dort in geschützter, erhöhter Lage. Südwestlich wird die Fundstätte vom Wadi Wif begrenzt. Es mündet nach wenigen Kilometern in das größere Wadi Hammam. Die Existenz der von Palmen geprägte kleinen Oase von Ain Wif ist von einer hier entspringenden Quelle („ain“) abhängig. Höchstwahrscheinlich gab diese Quelle den Ausschlag, Ain Wif irgendwann im ersten Jahrhundert n. Chr. zu besiedeln. Das aus Bodenrissen durch den steinigen Untergrund an die Oberfläche tretende Wasser der Oase sammelt sich in flachen Becken. Diese wurden in der Vergangenheit von Nomaden stark genutzt. Der Fund von Steinabschlägen für Klingen aus Feuerstein machen jedoch deutlich, dass hier offenbar bereits in vorgeschichtlicher Zeit Menschen lebten.
Die Ödnis der von Hügeln und Wadis geprägten Gegend darf nicht mit den südlichen Wüstenregionen verwechselt werden, denn auf den Höhen wird von alters her in großen Mengen das vielfältig verwendbare Pfriemengras (Halfa) geerntet, für das Ain Wif auch im 20. Jahrhundert eine wichtige Sammelstelle war. Durch eine Gruppe römischer Ölpressen, die rund zweieinhalb Kilometer nordöstlich von Thenadassa bestanden, lässt sich für diese Epoche auch der Anbau von Oliven in der Region belegen. Das aus Bodenrissen an die Oberfläche tretende Wasser der Oase sammelt sich in flachen Becken. Diese wurden in der Vergangenheit von Nomaden intensiv genutzt.

## Forschungsgeschichte
Im Jahr 1948 identifizierten die britischen Archäologen Richard Goodchild (1918–1968) und John Bryan Ward-Perkins (1912–1981) Ain Wif als das antike Thenadassa. Die Archäologin Olwen Brogan besuchte im Dezember 1978 im Rahmen einer Forschungsreise der Society for Libyan Studies die Fundstelle. Im Zuge der Errichtung eines Baulagers für Straßenarbeiter konnte während zweier Expeditionen 1981 der südliche Teil des Kastells untersucht werden.
Wie Luftbilder verdeutlichen, bedroht insbesondere die nach 2004 einsetzende Überbauung die Substanz der antiken Zone.

## Baugeschichte
Insbesondere die stratigraphischen Ergebnisse von 1981 lieferten deutliche Hinweise auf eine Zweiphasigkeit des Kastells (Ain Wif I und II). Während der damaligen Bauarbeiten im südlichen Kastellbereich wurden auch Abflussgräben angelegt. Die in diese Gräben gesetzten Schnitte ließen deutliche Schichtfolgen erkennen, aus denen datierbare Keramik geborgen werden konnte. Nach Zusammenlage aller bisher bekannten Fakten wird deutlich, dass das ursprüngliche, wohl 100 × 50 Meter (rund 0,5 Hektar) große Kastell des zweiten Jahrhunderts n. Chr. gegen Ende desselben Jahrhunderts durch ein rund 40 × 40 Meter (rund 0,16 Hektar) umfassendes Kleinkastell ersetzt worden ist. Diese Befunde erlaubten auch die Neuinterpretation der 1950 von Joyce Maire Reynolds und Ward-Perkins veröffentlichten Bauinschrift aus dem Militärbad der Garnison:
M(arcus) Coeli[us ---]
NINUS [---]
balneum v[etustate corrup]-
tum restituendum [curavit]
eidem assam cellam a so[lo]
fecit et cylisterium institu-
it curante Iunio Suc(c)esso
c(enturione) principe
Übersetzung: „Marcus Coelius ...ninus (oder Ninus) ... hat dafür gesorgt, das Bad, das aus Altersgründen baufällig war, wiederherzustellen. Derselbe hat den Schwitzraum von Grund auf erbaut und einen Übungsraum eingerichtet. Unter der Leitung des Junius Successus, Centurio princeps.“
Der Archäologe David J. Mattingly vertritt die Auffassung, dass der typographische Duktus der Buchstaben auf dieser Inschrift nicht charakteristisch für den Zeitraum um 220 und 230 n. Chr. ist, in den die Kalksteintafel traditionell verortet wird. Er datiert deren Entstehung in das späte zweite Jahrhundert n. Chr. und dachte dabei an die ersten Regierungsjahre des Kaisers Septimius Severus (193–211). Die Renovierung und der Ausbau des Bades könnten mit der Erneuerung der Garnison in Form des für die zweite Bauphase postulierten Kleinkastells in Verbindung stehen. Möglicherweise ist dabei an das Jahr 197 n. Chr. zu denken, als am tripolitanischen Kastell Tillibari ebenfalls ein altersschwaches Bauwerk renoviert wurde. Bestärkt durch seine Forschungsergebnisse widerspricht Mattingly seit Jahrzehnten auch der bis heute in den Publikationen vertretenen Definition von Thenadassa als einer Straßenstation mit einer kleinen Militärabteilung. Seiner Meinung nach erklärt diese Festlegung allein mit Hinblick auf die schon lange bekannte Bauinschrift und den Befund des Militärbads nicht, warum lediglich ein paar Soldaten – geführt durch einen Legionscenturio (Centurio princeps) – ein so großes Balneum benötigt hätten. Dem Nachweis einer zweiphasigen Garnison wurde auch später noch teils keine Aufmerksamkeit in der Fachliteratur geschenkt.

## Vicus
Unmittelbar über den Wasserbecken der Oase, erhebt sich ein rund 35 Meter hoher Steilhang, der in eine große Hochebene übergeht. Auf diesem Plateau, mit Blick auf die Quelle, entstand eine rund 350 Quadratmeter große Siedlung. Deren Überreste sind heute lediglich in Form von niedrigen Trümmerhaufen erkennbar, zwischen denen sich ehemalige Wände als schwache Linien abzeichnen. Gelegentlich lassen sich noch Bruchsteinkonstruktionen erkennen. Offensichtlich entstand die Siedlung nicht planmäßig und besaß auch keine eigene Verteidigungsanlage. Nahe dem Ortszentrum, fand sich 1948 inmitten von Bauresten aus Bruchsteinen und Orthostaten ein Weihealtar für Iupiter Dolichenus. Der in die Jahre von 198 bis 210 n. Chr. datierende Alter macht deutlich, dass zu jener Zeit ein Tempel für den beliebten Soldatengott bestand. Ihn hatte Marcus Caninius Adiutor Faustinianus gestiftet. Dieser war gleichzeitig Praefectus cohortis (Kohortenpräfekt) der Cohors II Hamiorum und Praepositus (Führer) einer Vexillation der im numidischen Lambaesis stationierten Legio III Augusta. Für das Schicksal Thenadassas in der Spätantike steht eine schwer beschädigte Inschrift, die spätestens in der Zeit um 370 n. Chr. entstand. Hier wird von incursioni barbarorum (Barbareneinfällen) berichtet.
Im späten vierten Jahrhundert erhielt Thenadassa eine dreischiffige Kirche mit einer westlich orientierten Apsis. Diese fand sich am südöstlichen Ende des Ruinenfelds auf einem größeren Hügel.